# Coppa del Re 1985 (pallacanestro maschile)
La Coppa del Re 1985 è stata la 49ª Coppa del Re di pallacanestro maschile.

## Squadre
Le squadre qualificate sono le prime due classificate di entrambi i gruppi (pari e dispari) al termine della prima fase della Liga ACB 1984-1985.

## Tabellone
|  | Semifinali        | Semifinali        | Semifinali        |                   |             | Finale             | Finale             | Finale             |  |
|  |                   |                   |                   |                   |             |                    |                    |                    |  |
|  | Real Madrid       | Real Madrid       | 94                |                   |             |                    |                    |                    |  |
|  | Real Madrid       | Real Madrid       | 94                |                   |             |                    |                    |                    |  |
|  | Valladolid        | Valladolid        | 77                |                   |             |                    |                    |                    |  |
|  | Valladolid        | Valladolid        | 77                |                   | Real Madrid | Real Madrid        | 90                 |                    |  |
|  |                   |                   |                   |                   | Real Madrid | Real Madrid        | 90                 |                    |  |
|  |                   |                   | Joventut Badalona | Joventut Badalona | 76          |                    |                    |                    |  |
|  | Joventut Badalona | Joventut Badalona | Joventut Badalona | Joventut Badalona | 76          | 83                 |                    |                    |  |
|  | Joventut Badalona | Joventut Badalona |                   |                   |             | 83                 |                    |                    |  |
|  | Barcellona        | Barcellona        | 79                |                   |             | Finale terzo posto | Finale terzo posto | Finale terzo posto |  |
|  | Barcellona        | Barcellona        | 79                |                   |             |                    |                    |                    |  |
|  |                   |                   |                   |                   |             |                    |                    |                    |  |
|  |                   |                   |                   |                   |             | Barcellona         | Barcellona         | 103                |  |
|  |                   |                   |                   |                   |             | Barcellona         | Barcellona         | 103                |  |
|  |                   |                   |                   |                   |             | Valladolid         | Valladolid         | 83                 |  |

## Finale
| Arbitri: | Francisco Javier Fajardo Víctor Mas |

|              |            |                       |
| F. Martín 24 | Punti      | 23 Villacampa         |
| Corbalán 1   | Assist     | 1 Kazanowski          |
| F. Martín 11 | Rimbalzi   | 9 Kazanowski, Schultz |
| Lolo Sainz   | Allenatori | Aíto García Reneses   |